# Каполівері
Каполівері (італ. Capoliveri) — муніципалітет в Італії, у регіоні Тоскана,  провінція Ліворно.
Каполівері розташоване на відстані близько 200 км на північний захід від Рима, 135 км на південний захід від Флоренції, 90 км на південь від Ліворно.
Населення — 3993 особи (2014).
Щорічний фестиваль відбувається 16 серпня. Покровитель — святий Рох.

## Демографія
Населення за роками:

Станом на 1 січня 2023 року в муніципалітеті офіційно проживало 586 іноземців з 42 країн, серед них 371 громадянин країн Євросоюзу та 12 громадян України.

## Сусідні муніципалітети
- Кампо-нелл'Ельба
- Порто-Аццурро
- Портоферрайо